# Lliga mauritana de futbol
La lliga mauritana de futbol és la màxima competició futbolística de Mauritània. És organitzada per la Fédération de Foot-Ball de la Républic Islamique de Mauritanie. Fou creada l'any 1976.

## Principals estadis
| Ciutat     | Estadi                         | Capacitat |
| ---------- | ------------------------------ | --------- |
| Nouakchott | Estadi Olímpic de Nouakchott   | 20.000    |
| Nouakchott | Estadi Cheikha Ould Boïdiya    | 8.200     |
| Nouadhibou | Estadi Municipal de Nouadhibou | 10.000    |

## Historial
Font:
- 1974: desconegut
- 1975: desconegut
- 1976:  ASC Garde Nationale (1)
- 1977:  ASC Garde Nationale (2)
- 1978:  ASC Garde Nationale (3)
- 1979:  ASC Garde Nationale (4)
- 1980: no es disputà
- 1981:  ASC Police (1)
- 1982:  ASC Police (2)
- 1983:  ASC Ksar (1)
- 1984:  ASC Garde Nationale (5)
- 1985:  ASC Ksar (2)
- 1986:  ASC Police (3)
- 1987:  ASC Police (4)
- 1988:  ASC Police (5)
- 1989: no es disputà
- 1990:  ASC Police (6)
- 1991:  ASC Police (7)
- 1992:  ASC Sonader Ksar (3)
- 1993:  ASC Sonader Ksar (4)
- 1994:  ASC Garde Nationale (6)
- 1995:  ASC Sonalec (1)
- 1996: no es disputà
- 1997: no es disputà
- 1998:  ASC Garde Nationale (7)
- 1999:  SDPA Trarza (1)
- 2000:  ASC Mauritel Mobile FC (1)
- 2001:  FC Nouadhibou (1)
- 2002:  FC Nouadhibou (2)
- 2003:  ASC Nasr de Sebkha (1)
- 2004:  ACS Ksar (5)
- 2005:  ASC Nasr de Sebkha (2)
- 2006:  ASC Mauritel Mobile FC (2)
- 2007:  ASC Nasr de Sebkha (3)
- 2008:  ASAC Concorde (1)
- 2009:  ASC Snim (1)
- 2010:  CF Cansado (2)
- 2010-11:  FC Nouadhibou (3)
- 2011-12:  FC Tevragh-Zeina (1)
- 2012-13:  FC Nouadhibou (4)
- 2013-14:  FC Nouadhibou (5)
- 2014-15:  FC Tevragh-Zeina (2)
- 2015-16:  FC Tevragh-Zeina (3)
- 2016-17:  ASAC Concorde (2)
- 2017-18:  FC Nouadhibou (6)
- 2018-19:  FC Nouadhibou (7)
- 2019-20:  FC Nouadhibou (8)
- 2020-21:  FC Nouadhibou (9)
- 2021-22:  FC Nouadhibou (10)
- 2022-23:  FC Nouadhibou (11)